# آرتور هوفمان
آرتور هوفمان (آلمانی: Arthur Hoffmann; ۱۰ دسامبر ۱۸۸۷ – ۴ آوریل ۱۹۳۲) دونده سرعت اهل آلمان بود.